# Reign Of Elements
Reign Of Elements es el primer álbum de estudio la banda finlandesa de power metal Celesty.

## Canciones
1. "Intro" - 0:37
2. "Charge" - 5:07
3. "Revenge" - 4:51
4. "Sword of salvation" - 5:26
5. "Reign of elements" - 4:39
6. "Lost in deliverance" - 6:04
7. "The sword and the shield" - 5:47
8. "Battle of oblivion" - 4:47
9. "Kingdom" - 5:20
10. "The journey" (Pista adicional en Japón)
11. "Power of the stones" (Pista adicional en Corea y Estados Unidos)

## Miembros
- Kimmo Perämäki - Voces
- J-P Alanen - Guitarra principal
- Tapani Kangas - Guitarra rítmica
- Jere Luokkamäki - Batería
- Juha Mäenpää - Teclado
- Ari Katajamäki - Bajo

## Compositores
- Tapani Kangas
- Jere Luokkamäki

## Artistas invitados
- Jani Liimatainen del grupo Sonata Arctica
- Timo Lewis